# Bandera de Llorac
La bandera oficial de Llorac té la següent descripció:
Bandera apaïsada, de proporcions dos d'alt per tres de llarg, verd fosc, amb el llorer tallat groc de l'escut, d'alçària 3/4 de la del drap i amplària 11/30 de la llargària del mateix drap, en el centre.
Va ser aprovada el 26 d'abril de 2013 i publicada al DOGC el 15 de maig del mateix any amb el número 6376.